# 友岡克彦
友岡 克彦（ともおか かつひこ、1960年 - ）は、日本の有機化学者。九州大学先導物質化学研究所教授。理学博士。専門は、有機合成化学、構造有機化学、有機ケイ素化学、キラル分子化学など。兄は会計学者で慶應義塾大学商学部教授の友岡賛。

## 略歴
- 1960年 東京都生まれ[3]
- 1973年 慶應義塾幼稚舎卒業[4][5]
- 1976年 慶應義塾普通部卒業[5]
- 1979年 慶應義塾高等学校卒業[5]
- 1983年 慶應義塾大学工学部応用化学科卒業[6]
- 1985年 慶應義塾大学大学院工学研究科応用化学専攻修士課程修了[7]
- 1988年 慶應義塾大学大学院理工学研究科化学専攻博士課程修了[7]
- 1988年 東京工業大学工学部化学工学科助手[3]
- 1991年 - 1993年 スタンフォード大学博士研究員[3]
- 1998年 東京工業大学工学部化学工学科助教授[3]
- 2000年 東京工業大学大学院理工学研究科応用化学専攻助教授[3]
- 2007年 九州大学先導物質化学研究所教授[3]

## 業績
- 転位手法を基盤とする分子構築法の開発[8]：アセタール系[1,2]-Wittig転位，不斉カルボアニオン転位，zaragozic acid Aの全合成，など．
- 新しいキラル分子の化学: 面不斉中員環分子の化、キラルケイ素分子の化学[9]，など．
- 新反応、新反応剤の開発: 付加型オゾン酸化反応、高選択的ヒドロシリル化反応[10]，窒素上の求核置換反応，高クリック反応性アルキン(DACN)の化学[11]，など．
- 光学活性キラル分子の新しい調製法の開発: 動的不斉誘起法（DYASIN: ダイアシン）[12]

## 受賞歴
- 1982年度 慶應工学会賞
- 1988年度 井上研究奨励賞
- 1996年度 有機合成化学協会 エーザイ 研究企画賞
- 1996年度 有機合成化学奨励賞
- 2001年度 2001 Synthesis-Synlett Journal Award
- 2010年度 有機合成化学協会 アステラス製薬・生命有機化学賞
- 2010年度 日本化学会 学術賞
- 2012年度 長瀬研究振興賞
- 2009, 2010, 2014, 2015, 2016年度 Asian Core Program Lectureship Award
- 2019年度 有機合成化学協会賞[13]
- 2021年度 Molecular Chirality Award
- 2022年度 矢上賞[7]
- 2024年度 ケイ素化学協会賞